# Pogonomys championi
Pogonomys championi — вид гризунів родини мишевих (Muridae). Зустрічається тільки в Папуа-Новій Гвінеї.

## Морфологічні особливості
Довжина голови-тулуба досягає 112–136 мм, довжина хвоста 150–170 мм і вага 40–66 грамів. Має задні лапи довжиною від 20 до 24 мм і вуха довжиною від 11 до 14 мм. Верхня частина довгого м'якого хутра забарвлена в колір сепії. Деякі чорні захисні волоски змішані на верхній стороні, а підшерстя солом'яного кольору частково видно. Біла пляма на горлі, іноді біла пляма на животі. На голові характерні темні кола під очима, довгі чорні вібриси та червонувато-коричневі вуха. Хвіст має кінчик, який можна використовувати як інструмент для захоплення. У молодих тварин він темний, а у старих набуває кольору слонової кістки, що нетипово для роду.

## Поведінка
Нічні тварини вдень риють підземну нору з тунелем довжиною до 2 метрів і шириною близько 6 см і камерою на кінці, яка вистелена сухими частинами рослин. Крім того, над камерою є короткий евакуаційний прохід, який закінчується печерою діаметром 20–30 см. У норі може бути кілька екземплярів різного віку або статі.